# St. Mary's (Alaska)
St. Mary's è una città degli Stati Uniti d'America, situata nella Census Area di Wade Hampton, nello Stato dell'Alaska.